# قضیه پرون-فربنیوس
قضیه پرون-فربنیوس یکی از مشهورترین و بنیادی‌ترین نتایج جبر خطی است که توسط اسکار پرون و گئورگ فربنیوس اثبات شد. این قضیه بیان می‌کند که هر ماتریس مربعی با درایه‌های حقیقی نامنفی فقط دارای یک ویژه‌مقدار حقیقی با بزرگترین مقدار است به‌طوری که ویژه‌بردار متناظر با آن می‌تواند به گونه‌ای انتخاب شود که تمام درایه‌های آن نامنفی باشند. این قضیه کاربردهای زیادی در نظریه احتمال (اردگودیک بودن زنجیره‌های مارکوف)، نظریه سیستم‌های دینامیکی، اقتصاد، جمعیت‌شناسی، شبکه‌های اجتماعی و سازوکار موتورهای جستجو در اینترنت دارد. ایده اولیه الگوریتم گوگل در جستجوی صفحات وب بر اساس این قضیه است.

## اثبات
با اینکه اثبات دقیق این قضیه موجود است به راحتی با شهود می‌توان پی به درستی این قضیه برد. مثلاً فرض کنید که {\displaystyle {\boldsymbol {x(0)}}} یک بردار تصادفی باشد که آن را پیاپی در یک ماتریس متقارن نامنفی {\displaystyle {\boldsymbol {A}}} ضرب می‌کنیم. آنگاه در مرحله tام خواهیم داشت: {\displaystyle {\boldsymbol {x(t)}}={\boldsymbol {A}}^{t}{\boldsymbol {x(0)}}} .
از آن‌جا که بردار {\displaystyle {\boldsymbol {x(0)}}} را به صورت ترکیب خطی از ویژه‌بردارهای ماتریس {\displaystyle {\boldsymbol {A}}} می‌توان نوشت. با انتخاب درست ضرائب {\displaystyle c_{i}} خواهیم داشت:
{\displaystyle {\boldsymbol {x(0)}}=\sum _{i}c_{i}{\boldsymbol {v_{i}}}}.
پس:
{\displaystyle {\boldsymbol {x(t)}}={\boldsymbol {A}}^{t}{\boldsymbol {x(0)}}={\boldsymbol {A}}^{t}\sum _{i}c_{i}{\boldsymbol {v_{i}}}=\sum _{i}c_{i}\lambda _{i}^{t}{\boldsymbol {v_{i}}}=\lambda _{1}^{t}\sum _{i}c_{i}{({\frac {\lambda _{i}}{\lambda _{1}}})}^{t}{\boldsymbol {v_{i}}}}
به‌طوری که {\displaystyle \lambda _{i}} ویژه‌مقدار {\displaystyle i}-ام ماتریس {\displaystyle {\boldsymbol {A}}} و {\displaystyle \lambda _{1}} ویژه‌مقداری با بزرگترین مقدار است: {\displaystyle |\lambda _{1}|>|\lambda _{i}|\quad \forall i}
نسبت {\displaystyle {({\frac {\lambda _{i}}{\lambda _{1}}})}} همواره از یک کوچکتر است بنابراین غیر از جمله اول، بقیه جملات با بزرگ شدن {\displaystyle t} به‌طور نمایی کوچک می‌شوند به طوری که:
{\displaystyle \lim _{t\to \infty }{\frac {\boldsymbol {x(t)}}{|\lambda _{1}|}}=c_{1}{\boldsymbol {v_{1}}}}
بنابر این در حد بی‌نهایت، بردار حدی متناسب با ویژه‌بردار متناظر با بزرگترین ویژه مقدار است. به همین خاطر اگر {\displaystyle {\boldsymbol {x(0)}}} به گونه‌ای انتخاب شود که همه درایه‌های‌هایش نامنفی باشند آن‌گاه با عمل‌کردن ماتریس نامنفی {\displaystyle {\boldsymbol {A}}} بر آن، هیچ‌گاه درایه‌ای منفی در بردار حاصله ایجاد نمی‌شود. پس اگر {\displaystyle {\boldsymbol {x(0)}}} برداری نامنفی باشد، به ازای هر مقدار {\displaystyle t} آن‌گاه {\displaystyle {\boldsymbol {x(t)}}} نیز برداری نامنفی خواهد بود. به همین دلیل {\displaystyle {\boldsymbol {v_{1}}}}، ویژه‌برادر متناظر با بزرگترین ویژه‌مقدار، نیز یک بردار نامنفی خواهد بود. با توجه به معادله ویژه‌مقداری  {\displaystyle {\boldsymbol {A}}{\boldsymbol {x}}=\lambda _{1}{\boldsymbol {x}}}، می‌توان نتیجه گرفت که {\displaystyle \lambda _{1}} نیز نمی‌تواند مقداری نامثبت داشته باشد چرا که {\displaystyle {\boldsymbol {x}}} و {\displaystyle {\boldsymbol {A}}} هر دو فقط درایه‌های نامنفی دارند.
بنابراین برای یک ماتریس مربعی حقیقی نامنفی، بزرگترین ویژه مقدار آن عددی است حقیقی و مثبت با ویژه‌برداری نامنفی و یکتا.